# Wanda Szczawińska
Wanda Maria Szczawińska (ur. 13 czerwca 1866 w Warszawie, zm. 21 kwietnia 1955 w Krakowie) – polska biolożka, lekarka pediatra, wykładowczyni, działaczka społeczna, popularyzatorka nowoczesnych  zasad pediatrii, publicystka, członkini Międzynarodowego Stowarzyszenia Lekarek.

## Życiorys
Córka Alberta Wojciecha Szczawińskiego ze Szczawina Małego herbu Prawdzic i Bronisławy z Gumbrychtów. Siostra Gustawa Stefana Szczawińskiego, Jadwigi Szczawińskiej-Dawidowej i Heleny – żony Henryka Melcera Szczawińskiego.
W latach 1888–1891 studiowała na Wydziale Przyrodniczym Uniwersytetu w Genewie. Pod kierunkiem Carla Voghta napisała rozprawę Contribution à l’étude des yeux des Artropodes et recherches expérimentales i na jej podstawie uzyskała w 1891 stopień doktora nauk przyrodniczych. Wykładowca Uniwersytetu Latającego w Warszawie. W 1894 podjęła studia medyczne w Paryżu. Pracowała na Sorbonie w pracowni biologicznej Yvesa Delage’a. W 1902 uzyskała stopień doktora medycyny na podstawie napisanej pod kierunkiem Miecznikowa rozprawy Serum cytotoxiques. Pracowała w  Instytucie Pasteura w Paryżu. W 1907 została lekarzem zakładu dla niemowląt rekonwalescentów «Fondation Zola à Médan», założonego przez wdowę po Emilu Zoli.
Po powrocie do Polski w 1910 zorganizowała w Warszawie poradnię lekarską dla niemowląt, a w 1914 utworzyła tamże Towarzystwo „Kropla Mleka”, zajmujące się propagowaniem higieny dziecięcej. W latach 1911–1918 wykładała higienę na Wydziale Przyrodniczym Towarzystwa Kursów Naukowych w Warszawie.
W czasie pierwszej wojny światowej pracowała jako lekarz w szpitalu św. Stanisława Kostki i w szpitalu św.Ducha w Warszawie, a także w Sekcji Sanitarnej Komitetu Obywatelskiego miasta Warszawy. Od 1924 członkini Międzynarodowego Stowarzyszenia Lekarek. W roku 1925 na XII Zjeździe Lekarzy i Przyrodników Polskich na Politechnice Warszawskiej uzyskała złoty medal za wystąpienie na temat nowoczesnego żywienia niemowląt. Dzięki jej staraniom w 1926 wybudowano i otworzono pawilon zdrowia dla niemowląt w Ogrodzie Saskim w Warszawie. Wykładała higienę ogólną i higienę dziecka w Państwowym Seminarium Nauczycielek Gospodarstwa oraz higienę w Wyższej Szkole Gospodarczej w Chyliczkach. Współpracowała z francuskim Bulletin de l'Institut Pasteur. Była autorką około 80 opracowań oraz artykułów naukowych i popularyzatorskich z zakresu nauk przyrodniczych, higieny i pediatrii. W 1954 została odznaczona Krzyżem Kawalerskim Odrodzenia Polski.
Zmarła w 1955 roku w Krakowie. Pochowana na cmentarzu Rakowickim.